# 外屏增二
雙魚座75，又名BD+12 135，HD 6557、SAO 92250、HR 319，是雙魚座的一颗恒星，视星等为6.12，位于銀經128.64，銀緯-49.75，其B1900.0坐标为赤經1h 1m 17.8s，赤緯+12° -49.75′ 12″。